# 神崎レオナ
神崎 レオナ（かんざき レオナ、1985年1月10日 - ）は、日本のAV女優。POPSTARグループ所属。神奈川県出身。血液型はB型。以前の芸名は七瀬かすみ。

## 略歴
2007年5月頃に七瀬 かすみとしてデビュー。当時の所属事務所はマニッシュプロモーション。
2009年1月に事務所移籍に伴い神崎レオナに改名。
2009年11月18日 ブログにて2009年末で引退すると発表。

## 人物
- 趣味は人間観察、買い物。特技は吹奏楽。

- 好きなものはキティちゃん、ミニーマウス、リラックマ、焼き肉、お寿司、フルーツ、オロナミンC、コーラ、日本酒。

## 出演作品

### アダルトビデオ (撮りおろし作品)

#### 七瀬かすみ 名義
2007年
- 真実のレイプ!「怒りオンナ」(8月16日 ナチュラルハイ)他出演:さいとう真央、椎名りく
- 禁断介護7 ～義父と嫁の性～ (8月23日 グローリークエスト)
- マンコがマンコに恋をする理由(わけ)女子校生アクメ中毒レズビアン (9月19日 ドグマ)共演:結城リナ、長澤りか
- 包茎クリニックのお仕事 (10月4日、SODクリエイト)他出演:姫野りむ、佐原みつな、上原リナ
- エッチなお姉さんに誘われて 27 (10月26日、クリスタル映像)オムニバス作品 他出演:北田優歩、佐山琴美、碧海紗弥香、上原優、三好絵里香
- おはズボッ!お願い、誰か助けて～! (10月31日、アテナ映像)他出演:葉月紗絢、矢沢未来、篠原梓、黒川まこ
- お仕置きを乞う女 (11月1日、中嶋興業)
- 酔狂伝 11 (11月16日、クリスタル映像)他出演:佐伯奈々、春咲さくら、春名えみ、真鍋理名、長澤リカ、果樹、蓮条みなみ、那月りの、春うらら
- 傲慢美女 無惨 半殺し ACT.1 (11月19日、KIプランニング)
- Cosplay IV 08 KASUMI NANASE (11月21日、ユープランニング)
- 女装子レズ 3 (11月22日 レイディックス)他出演:金子奈々
- レズ母乳イマラ (12月1日、豊彦)共演:加護範子、浜野みそら ※AVグランプリ2008 マニアステージ エントリー作品
- もしもこんな○○があったら…パート10 アイウェアサロン編 (12月6日、V&Rプロダクツ)共演:一ノ瀬あきら、新垣さや、愛原りな、西野ひなた、黒川梨花
- お姉さんが犯してあげる 40 (12月7日、クリスタル映像)他出演:霧島さつき、ひなためぐ、薫桃香、加藤あつみ
- キレイめ妄想お嬢さん (12月7日、BRAVO)
- パイパン娘30人 パイパン大運動会 (12月13日、カルマ)他29名共演

2008年
- 僕、専用。S カスタムメイド・スペシャル DIVE A LIVE! (1月11日、ゴーゴーズ)…共演:野中あんり、七咲楓花
- 企画女優vs熟女女優 そんなコト!?こんなコト!? 色んなコトして早出し対決!! (1月11日、ソルト・ペッパー)共演:金子奈々、長野恭子、加護範子、大塚京子、森山れみ
- THE FUCK FUCK FUCK 63DX (1月11日、クリスタル映像)他出演:片瀬マリア、姫野りむ、星野キララ、田中まゆみ、星野めぐ、青山りんか、恩田夏穂、南沙也香
- 禁断の義母と三姉妹 (2月8日、アウダースジャパン)共演:真田ゆかり、持田茜、綾瀬はるな
- DOKIレズ 19 (2月8日、アウダースジャパン)共演:真田ゆかり、持田茜、綾瀬はるな
- びっちょまん 7 (2月22日、クリスタル映像)他出演:長澤リカ、霧島奈緒子、友野みゆき、須藤かすみ、星あや
- 教師と生徒の禁断な関係 (3月7日、アウダースジャパン)共演:河愛杏里、安藤なつ妃、愛音ゆう
- DOKIレズ 20 (3月7日、アウダースジャパン)共演:河愛杏里、安藤なつ妃、愛音ゆう
- イキまくり変態娘 1 (3月14日、クリスタル映像)他出演:安藤なつ妃、城本久美、弥巻梨、八木めい、間宮志乃
- 出版会社の受付嬢をまかされた女優をイタズら!? 2 (3月20日 ホットエンターテイメント)他出演:大沢佑香、千葉悠梨
- 陵辱アパート 4 義父に犯されて (3月25日 大洋図書)
- 真正中出し! (3月29日 モブスターズ)
- 癒らし。 VOL.46 (4月4日、アウダースジャパン)
- 独占!! 七瀬かすみ (4月11日、クリスタル映像)
- 下着屋の綺麗なショップ店員が試着室に入った女性客にサイズを見るふりして胸を触りまくって徐々に慣らしてレズる! (4月11日、Hunter)共演:水澤りの、竹内梨乃、中原美姫
- 変態恥療院 4 (5月16日、クリスタル映像)共演:倉本まりこ、永瀬あき、あくありあ、竹下あや
- 強姦無罪 レイプエクスタシー (5月20日、ジャパンムービー)
- 変態レズビアンの世界 (5月24日、レイディックス)共演:星乃ゆめ、柳ひより、桜沢まひる、藤沢ひな、大友唯愛、間宮いずみ、あだちももこ、木下ゆい
- 終戦の未亡人 (6月1日、シネマジック)
- 禁断のレズビアン倶楽部 (6月6日、アウダースジャパン)共演:北田優歩、夏川るい、佐倉あやめ
- DOKIレズ 23 (6月6日、アウダースジャパン)共演:北田優歩、夏川るい、佐倉あやめ
- もうパパじゃなきゃダメなの 4 (6月13日、東京音光)他出演:稲森さやか
- セクキャバ牝痴態 ～ギラギラ欲情のセクキャバ嬢四態～ (6月13日、アロマ企画)共演:沢尻もも美、鳴海せいら、響みりあ
- 狂乱アクメ 執行番号30 (6月21日、プレステージ)
- ひもオナ 【人妻大尻編】 (6月21日、ラハイナ東海)他出演:藤原ひとみ、堀口奈津美、内田理緒
- B.B.ガールズレズビアン ～やっぱり私達は乳首が好きなんです～ (6月25日、アロマ企画)共演:南沙也香、中村綾乃
- 超接写(恥)カメラ 2 (6月27日、クリスタル映像)共演:安藤なつ妃 他出演:美月るか、片岡美沙、白石綾子
- ヘンリー塚本 愛欲・性欲・肉欲劇場 (7月10日、FAプロ)他出演:風見京子、永瀬あき、麻生岬
- ザ・筆おろし 43 (7月11日、クリスタル映像)他出演:安藤なつ妃、笠原ひなの、千葉悠梨、羽野理沙、石沢みのり
- LOVE SO SWEET (7月25日、宇宙企画)
- あの日、あの時代のSEXと学生運動 性欲処理班の美貌の女学生/女戦士・処刑前の最後のSEX/内ゲバで輪された女闘士 (7月25日、FAプロ)他出演:真島みゆき、横山翔子、菜月綾、愛乃綾音
- 両想い 巨乳と美乳のチチクリ愛 (8月5日、ワープエンタテインメント)共演:藤宮櫻花
- 色っぽい女を 縛る/吊るす/犯す (8月10日、FAプロ)他出演:真島みゆき、大越はるか、愛乃彩音、川上ゆう
- ショック 妻が弟とやってる!/祖父のツバを呑む嫁/ シックスナインに夢中の義母と息子 (8月10日、FAプロ)他出演:伊藤あずさ、北原夏美、魚住沙江、内田理緒、大沢萌
- 東京仮面夫婦 2 (8月21日、グローリークエスト)
- 大人たちがする ゴムをはめないナマナマしい 発情SEX (8月25日、FAプロ)他出演:北原夏美、伊藤あずさ、永瀬あき、夏海エリカ、川上ゆう
- この世で一番エロい姿態 屋根裏部屋で犯される女 (8月25日、FAプロ)他出演:東野愛鈴 他
- 女子校生のWフェラチオ(9月5日、OFFICE K'S)共演:藤本さおり 他出演:浅見樹菜、笠木あやか、亜佐倉みんと、茅ヶ崎ありす、遥ゆりあ、樹梨亜、Rico、芽衣奈
- 我慢できないいい女 未亡人の疼くおさね (9月13日、FAプロ)
- レイプ願望の女 (9月18日、SODクリエイト)他出演:詩音、早崎れおん
- 催眠 赤 DX XIII ドキュメント編 (9月19日、アウダースジャパン)
- 催眠 赤 DX XIII スーパーmc編 (9月19日、アウダースジャパン)
- 催眠 赤 DX XIII スーパーコンプリート編 (9月19日、アウダースジャパン)
- 家庭教師はガマンできない 31 (9月26日、クリスタル映像)他出演:菊池千尋、横須賀ねね、若槻尚美、今野まりあ、石崎藍
- 近親相姦 僕は巨乳母そして美尻叔母と肉体関係を結んだ。「遺言書」の秘密 (10月2日 グローリークエスト)共演:葉月奈穂
- 舐め愛レズビアン (10月3日、OFFICE K'S)共演:伊藤あずさ、佐伯奈々、東野愛鈴
- CFNM◆働くお姉さん (10月15日、ワープエンタテインメント)他出演:村上里沙、堀口奈津美、鮎川なお、雪見紗弥、藤宮櫻花、艶堂しほり、長谷川あゆみ、村上涼子、山口玲子
- 好色看護士 宿直は痴女行為パラダイス (10月19日、ドグマ)
- kawaii*girl special トリプルナイスBODY☆ (10月25日 kawaii*)共演:辻さき、今井もも
- 男性限定 チクビ性感クリニック (11月15日、ワープエンタテインメント)
- 縛られ女郎 (11月21日、大洋図書)
- お嬢様はバック好き18連発 (11月21日、クリスタル映像)他出演:堀口奈津美、佐伯奈々、高城梨沙、水森あおい 他
- 近親相姦 昭和禁断血族「母さん、この家は狂ってます」 (11月22日、グローリークエスト)共演:北原夏美、山口玲子 ※AVグランプリ2009 エントリー作品
- 女子高生こすりつけオナニー (11月25日、竜宮城)他出演:東野愛鈴、佐伯奈々、横須賀ねね、麻生亜衣、織田ゆめ、牧田さおり
- 雌女anthology ＃064 「女の口は嘘をつく。」 (12月5日、アウダースジャパン)
- ザ・オナニズム (12月5日、INAZUMA)
- 私は痴女 内憂外姦 (12月5日、クリスタル映像)他出演:赤西涼、東野愛鈴、川村れみ、星野きせき、緋村由衣
- もうどうなってもいい…禁親相姦悦楽地獄 娘 妹 姉 母 (12月10日、FAプロ)他出演:雪平あい、北原夏美、夏海エリカ
- 好色縄話 嫉妬 (12月12日 明和プランニング)共演:真島みゆき
- 非日常的悶絶遊戯 第九十六章 喫茶店ウエイトレス、かすみの場合 (12月13日、AVS)
- 近親レズ ふたなり姉妹 (12月18日 ヒビノ)共演:芽衣奈
- 真性若妻中出し 5 むっちりデカ美尻発情 (12月19日 コマダム倶楽部)
- 対面相互愛撫 ま○こイジりながらち○ぽシゴかれちゃった僕。 (12月25日、アロマ企画)他出演:青空のん、亜佐倉みんと、冬野みずき、真心実、芹沢明菜
- オンナの素 ～ありふれてもシアワセな日常観察～ (12月26日、マキシング)他出演:鈴木さとみ、優木さくら、マロン、新山亜希子

2009年
- ザ・オナニズム (1月23日、映天)
- 淫らな女20代 非道徳な日常 (1月25日、FAプロ)他出演:真咲南朋
- 愛欲指オナニー(1月25日、竜宮城)他出演:姫宮ラム、はるか悠、若槻尚美、多々野晶稀、藤宮櫻花、麻生亜衣
- 発情OL オフィスで… 26 (1月30日、クリスタル映像)他出演:東野愛鈴、山咲リリィ、星名麗、桜庭彩、黒谷彩乃
- 真性M (2月1日、中嶋興業)
- 女流カメラマンとモデルの禁断な関係 (2月6日、アウダースジャパン)共演:伊藤あずさ、安西カルラ、南つかさ
- DOKIレズ 31 (2月6日、アウダースジャパン)共演:伊藤あずさ、安西カルラ、南つかさ
- 本格レズ 女医×ナース×患者（タチとネコ） (2月13日、東京音光)共演:ささきふう香、立木ゆりあ
- 逆ナンパ女子校生3 (3月15日、隼エージェンシー)他出演:辻さき、南まりん、真心実、春野愛
- こだわりの手コキ 4時間SP 11 33人のハンドメイド (3月15日 隼エージェンシー)他32名出演
- いい女を拉致して監禁してレイプする （3月19日、ミスター・インパクト）他出演:綾瀬メグ、渋谷梨果、山崎まりあ、大塚咲、真心実
- フェラコレ2009春SP 30人のフェラジェンヌ (4月15日 隼エージェンシー)他29名出演
- ふたなり白百合女学院 2（5月29日、TMA)共演:つぼみ、石川みずき、真心実
- 初恋レズビアン (8月21日、映天)共演:伊藤あずさ
- センズリ見せたら興奮しちゃった美少女たち (9月4日、OFFICE K'S)他出演:さくら愛々、伊藤あずさ、赤西涼、桃咲まなみ

#### 神崎レオナ 名義
2009年
- アナルを舐めながらち○ぽを手コキしちゃう私。 (4月4日、SODクリエイト)共演:星優乃、高原智美、星倉なぎさ、真咲南朋
- 極選4時間 ザ・筆おろし 2 (4月10日、クリスタル映像）他出演:若槻尚美、国見奈々、中條美華、吉岡愛里、江藤ユナ、森雫、伊藤もえ、矢沢未来、白鷺ゆい、笠原ひなの、朝比奈マキ、石沢みのり、吉井花梨、叶夢、伊吹りこ、川上ゆう(森野雫)、松沢優、真咲南朋（楓モモ、安藤なつ妃）、千葉悠梨、宮沢優菜、向坂美々、真鍋美奈、宝生優果（羽野理沙）、日向小春、桃咲まなみ、優美あい、若槻朱音、青山友梨
- LEGS＋ III パンスト&タイツの誘惑 (4月17日、HRC)
- kawaii* BEST 2008下半期 35タイトルぜ～んぶ見せちゃうょんDX 4時間 (4月25日、kawaii*)…神崎レオナ出演作品含む総集編
- エロい女のピストンマ●コとイヤラシい腰使い 5 絶頂限界ディルドゥオナニー (5月1日 映天)他出演:飯島くらら、牧野遥、速水百花
- 誘惑女教師 (5月8日、ビッグモーカル)他出演:小宮ゆい、篠原リョウ、中森玲子（志村玲子）
- 職妻不倫 (5月22日、ビッグモーカル)他出演:高坂保奈美、竹田千恵、中森玲子(志村玲子)
- 欲望の罠 性・愛人～誘うオンナ～ (5月25日、FAプロ・プラチナ)共演:愛野彩音
- レズまんぐり返し SP (6月5日、アウダースジャパン)他出演:宮咲志帆、@YOU、元木ひなよ、松野ゆい、矢部なつみ、佐倉あやめ、葉月紗絢、夏川るい、茅ヶ崎ありす
- Lesbian Life 8 (6月12日、U&K）共演:飯島くらら
- ユーザー発究極の妄想発明シリーズ特別版 ボディジャック (6月14日、ROCKET)共演:あすかみみ、真心実、有賀知弥
- 色情の輪舞 (6月19日、大洋書店)…神崎レオナ出演作品含む総集編
- Best of 七瀬かすみ (6月19日、アウダーズジャパン)…神崎レオナ出演作総集編
- 友達同士レズビアン (6月20日、ピーターズ)共演:椿まひる 他出演:成瀬心美、平塚ゆい
- レズに堕ちた新妻 同性愛墜落物語 (6月25日、ながえスタイル)共演:高坂保奈美
- たっぷり淫語でイカせてくれる痴女ダンス (6月29日、アイリング)他出演:樹林れもん、高木聖良、上原優、美空おんぷ
- ブーツのお姉さんに犯られたい! 4 (7月5日、ジャネス)共演:二宮せりな
- 痴犯レズ ～ヨダレとマン汁が溢れ調教される女～ (7月15日、ジャネス)共演:二宮せりな
- 女捜査官アクションバトル 新宿蜂 ～女捜査官 蜂谷レオナ～ (8月14日、GIGA)共演:合沢萌
- 誘惑、女教師。 (8月15日、ドリームチケット)
- 強制レズ 放課後女性徒狩り (8月19日、ドグマ)共演:吉沢みなみ
- ザーメンディーヴァ (8月20日、グローリークエスト)他出演:水城奈緒、諸星セイラ、風間ゆみ、浜崎りお
- 熟女派遣センター (8月20日、アキノリ)他出演:北条麻妃、堀口奈津美、高坂保奈美
- Les Berry vol.2 (8月28日、U&K）共演:飯島くらら 他出演:さくらひなこ、奏のんか
- 妻の躾け依頼 （9月3日、タカラ映像）
- しつけてください 若妻・奴隷志願 レオナ 26歳 (9月5日、ドリームチケット)
- 快楽レズエステ 7 (9月5日、アキノリ)共演:鷹宮りょう、真白希実、光矢れん、風谷音緒
- ドエロ奥さん 4 (9月11日、LEO)他出演:森元あすか
- 濡れる女 (9月19日 稀有～KEU～)他出演:光矢れん、あすかみみ、スザンナ
- ヒロイン顔面騎乗 (9月25日、GIGA)
- 不倫の快楽 若妻団地 (10月13日、FAプロ・プラチナ)共演:飯島くらら
- ヒロインバトル セーラーフェニックス (10月23日、GIGA)
- 映天 (10月30日 映天)
- 職業欄は生保レディ 05 (11月3日、プレステージ)
- 究極の妄想発明シリーズ第17弾 ボディジャック パート2 (11月20日、ROCKET)共演:東野愛鈴、橘美穂、朝比奈マキ、赤西涼
- デカ尻好きなレズビアン 4 (12月5日 ジャネス)共演:花木あのん
- 他人棒に寝取られた妻 4 (12月17日 グローリークエスト)
- 股縄責め・愛液奴隷 (11月19日、ドグマ)
- ベロちゅ～&SEX王国 DEEP KISS&SEX KINGDOM FINAL (12月25日 プラチナ)共演:飯島くらら 他出演:つぼみ、川上ゆう、佐伯奈々、あすかみみ、加藤ゆめ、南しずか
- 絶対服従!お姉さん2人のM男責め!! (12月25日 未来)共演:花木あのん
- 白衣の痴女 (12月25日 映天)他出演:七咲楓花、飯島くらら、結輝レイ、あいぶらん、星倉なぎさ、張本さおり、衣川音寧、水沢心音、桜庭彩
- ガマン声オナニー (12月25日 映天)他出演:成瀬心美、ARISA、桜庭彩、水澤りの

2010年
- 業界一のレズたちでド変態の神崎レオナと飯島くららが鍵師となって一人暮らしの女性宅に不法侵入!狙った女は必ずレズレイプ 2 (1月21日 ディープス)他出演:飯島くらら
- 人妻倶楽部 麗尻 (1月22日、実録出版)
- 親友に告白されたことありますか? (3月5日、ワープエンタテインメント)共演:桐原あずさ
- ふたなりマリア様 (3月26日、TMA)共演:愛音まひろ
- ノーパンパンストHeaven (4月15日、ジャネス)
- 乳首の弱いカノジョと僕が、互いに乳首を責めあいました。3 撮り下ろし×全11編 (4月15日、ワープエンタテインメント)他出演:RUMIKA、井川ゆい、篠めぐみ、茉莉花、竹内結、紗奈、月島うさぎ、灘坂舞、桐原あずさ
- 義父に犯されて… 美嫁いぢり (4月25日、マドンナ)
- 女スパイ暴虐拷問室 3 (5月1日、シネマジック)
- レズの華が咲く頃。7 新訳・女子校生れずびあん (6月13日、U&K）共演:飯島くらら、星川はな
- 人妻奴隷市場 弐 (8月25日、マドンナ)共演:雪見紗弥

2011年
- 非常階段のスッポン痴女 (1月15日、ワープエンタテインメント)他出演:堀口奈津美、横山みれい、星崎アンリ
- 熟尻ディルドオナニー Vol.2 (1月21日、虎堂)他出演:結城みさ、音和礼子、井川ゆい、百合菜穂子
- 勃起したチンポを見てたら我慢できずに思わず本番しちゃった回春マッサージ店のスケベな若妻たち 第6章 (2月18日、映天)他出演:結城みさ、井川ゆい、音和礼子、百合菜穂子
- 高速マシンガンフェラ 2 (2月18日、OFFICE K'S)他出演:井川ゆい、桃井早苗、杉原えり、百合菜穂子、里谷あい

### オリジナルビデオ

#### 神崎レオナ 名義
2009年
- 女教師は抱かれる　汚された道徳（12月4日、レジェンド・ピクチャーズ）

2010年
- 息子の嫁　囚われ美人妻（8月6日、レジェンド・ピクチャーズ）